# Lahm (Eckersdorf)
Lahm ist ein Gemeindeteil der Gemeinde Eckersdorf im Landkreis Bayreuth (Oberfranken, Bayern). Lahm liegt in der Gemarkung Eschen.

## Geografie
Unmittelbar östlich des Dorfes entspringt der Grünbach, der sich mit dem Zigeunergraben und dem Ausbach zum Hegnenbach vereinigt. Letzterer ist ein rechter Zufluss des Röttelbachs, eines linken Zuflusses des Roten Mains. 1 km westlich befindet sich die bewaldete Anhöhe Vogelherd (575 m ü. NHN). Dort steht ein Sühnekreuz. Die Kreisstraße BT 16 führt zur Bundesstraße 22 bei Eschen (0,8 km südlich) bzw. nach Neustädtlein am Forst (1,3 km nördlich).

## Geschichte
Gegen Ende des 18. Jahrhunderts bestand Lahm aus zehn Anwesen (7 Halbhöfe, 2 Halbsöldengüter, 1 Tropfsölde). Die Hochgerichtsbarkeit stand dem bayreuthischen Stadtvogteiamt Bayreuth zu. Die Dorf- und Gemeindeherrschaft sowie die Grundherrschaft hatte das Hofkastenamt Bayreuth.
Von 1797 bis 1810 unterstand der Ort dem Justiz- und Kammeramt Bayreuth. Mit dem Gemeindeedikt wurde Lahm dem 1812 gebildeten Steuerdistrikt Busbach zugewiesen. Zugleich entstand die Ruralgemeinde Lahm, die aber bereits mit dem Gemeindeedikt von 1818 in die Ruralgemeinde Eschen eingegliedert wurde. Am 1. Mai 1978 wurde diese im Zuge der Gebietsreform in Bayern in die Gemeinde Eckersdorf eingegliedert.

## Einwohnerentwicklung
| Jahr      | 001819 | 001822 | 001861 | 001871 | 001885 | 001900 | 001925 | 001950 | 001961 | 001970 | 001987 | 002016 | 002021 |
| Einwohner | 57     | 75     | 58     | 57     | 25     | 49     | 49     | 58     | 42     | 42     | 45     | 27     | 29     |
| Häuser    |        | 9      |        |        | 5      | 8      | 8      | 8      | 8      |        | 10     |        |        |
| Quelle    | [ 10 ] | [ 7 ]  | [ 11 ] | [ 12 ] | [ 13 ] | [ 14 ] | [ 15 ] | [ 16 ] | [ 17 ] | [ 18 ] | [ 19 ] |        | [ 1 ]  |

## Religion
Lahm ist seit der Reformation evangelisch-lutherisch geprägt und nach St. Johannes der Täufer (Neustädtlein am Forst) gepfarrt.